# يوج ناكايوشي
يُوجِ ناكايوشي (باليابانية: 中吉 裕司) (4 سبتمبر 1972 في طوكيو في اليابان – )؛ هو لاعب كرة قدم ياباني سابق كان يلعب كمدافع.

## وصلات خارجية
- يوج ناكايوشي على موقع رابطة كرة القدم اليابانية للمحترفين (اليابانية)